# Рум (эялет)
Эялет Рум или пашалык Сивас (осман. ایالت روم‎) — административно-территориальная единица Османской империи. Существовал в 1398—1401, 1413—1864 годах с площадью 74 880 км². Образовался после взятия османскими войсками бейлика Эретна. В 1864 году был преобразован в вилайет Сивас.

## История
Территория в средние и верхнем течении реки Галик (тур. Кызыл-Ирмак) служила базой монгольского владычества в Малой Азии. После распада государства турок-сельджуков в середине XIV века здесь образовался бейлик (княжество) во главе с уйгурском династией Эретна. В 1381 году власть в бейлике захватил Кади Бурханеддин Ахмед, что оказывал сопротивление туркам-османам и Ак-Коюнлу. После гибели последнего в 1398 году территория бейлика вошли в состав Османской империи, превратившись в бейлербейство. Сначала столицей стал город Амасья. После поражения в войне с Тамерланом в 1402 году в битве при Анкаре бейлик Эретна возобновил самостоятельность. Лишь в 1408 году здесь снова утвердились турки-османы.
В 1413 году было восстановлено бейлербейство (с 1591 года — эялет). Назван в честь Румского султаната, существовавшего до монгольского вторжения. Впоследствии столица была перенесена из Амасьи в Токат. Во времена султана Сулеймана I Великолепного здесь была распространена тимарная система. Эялет стал одним из важных поставщиков конницы для османского войска.
Расположение во внутренних районах Малой Азии способствовало экономическому развитию провинции, которая была связана торговыми путями с османскими провинция Анатолии, Кавказа, Ближнего Востока. Поэтому в течение длительного времени Румский эялет был одним из стабильных и развитых в империи. Столица была перенесена в город Сивас, в связи с чем часто эялет называют Сивас.
Впрочем структурная и экономический кризис 1630—1640-х годов сказалась на Румской провинции. В результате в 1640 году руководители эялета фактически стали полунезависимыми правителями, поддерживая различные мятежи и восстания в Малой Азии. Лишь в 1650 году благодаря решительным действиям представителей рода Кепрюлю, занявших ведущие должности в империи, удалось вернуть султанскую власть в пашалык.
С этого момента здесь сохранялась стабильная ситуация до 1864 года, когда в результате административно-территориальной реформы Румский эялет был преобразован в вилайет Сивас.

## Структура
Эялет Рум состоял из 7 санджаков: Сивас, Амасья, Самсун, Дивриги, Арапгир, Чорум и Йозгат.
Во времена развития количество тимаров в еялете составило 3021, а зеаметов — 29. В целом провинция могла выставить 3 100 сипахов-конников. Доход от хаса бейлербея (впоследствии паши) составил 900 тыс. акче, доход санджакбеев колебался от 200 до 350 тыс. акче.